# Yuriko Hoshi
Yuriko Shimizu, dite Yuriko Hoshi (星由里子, Hoshi Yuriko) est une actrice japonaise, née le 6 décembre 1943 à Tokyo (Japon) et morte le 16 mai 2018 à Kyoto (Japon) qui a notamment tourné dans plusieurs films de Kaiju eiga (films de monstres géants) japonais pendant les années 1960.

## Biographie
Actrice du studio japonais Toho, Yuriko Hoshi est connue pour le rôle de la photographe reporter Junko 'Yoka' Nakanishi qu'elle incarne dans le film Mothra contre Godzilla (1964).
Loin de se cantonner aux rôles dans les films de science-fiction, elle enchaîne les rôles dans les années 1960-1970, jouant notamment dans Kill, la Forteresse des samouraïs en 1968.
En 2000, elle fait sa réapparition dans la saga des Godzilla en tenant le rôle de Yoshino Yoshizawa dans Godzilla X Megaguirus.
Yuriko Hoshi a tourné dans près de 100 films entre 1959 et 2004.

## Filmographie partielle

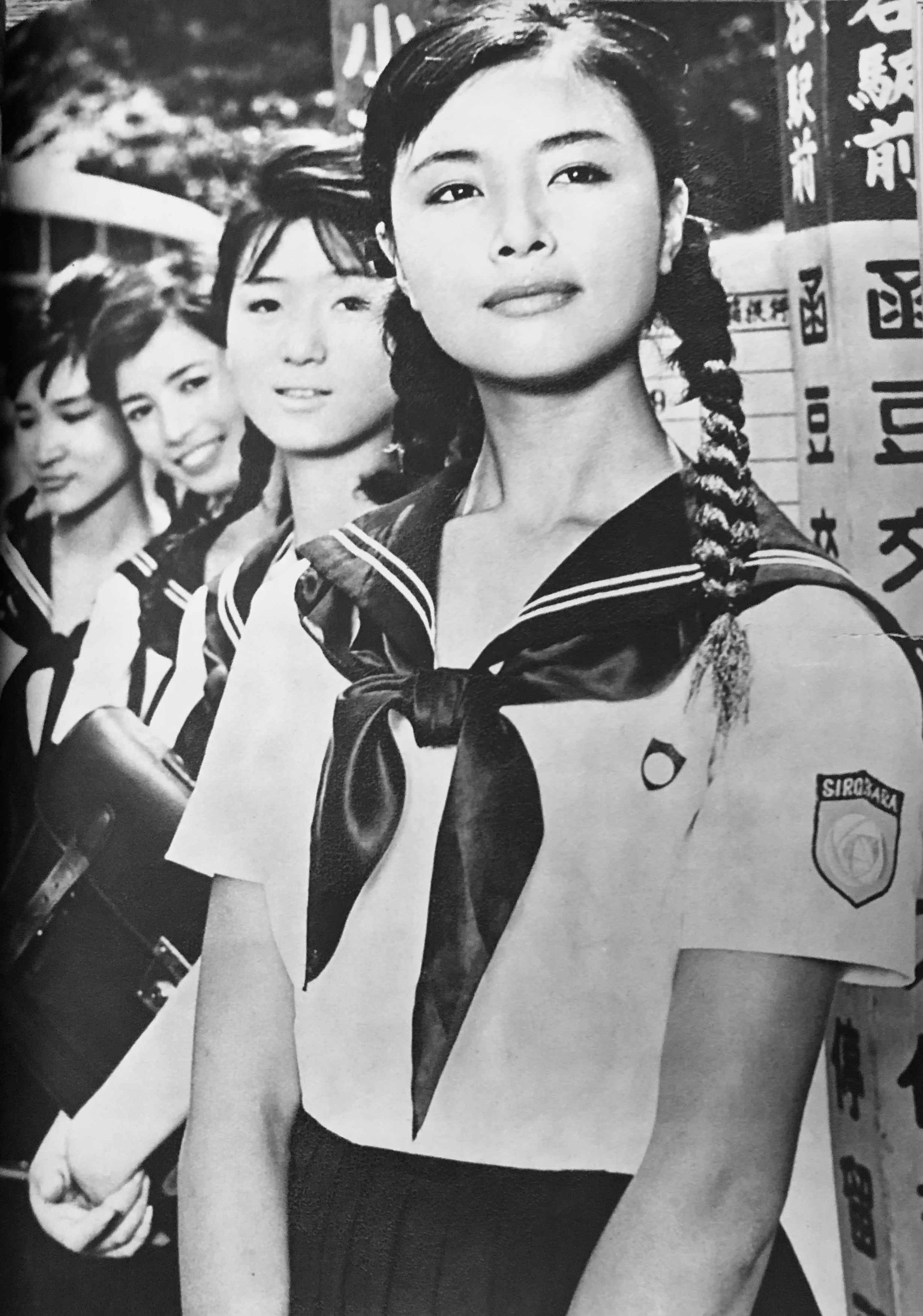
Yuriko Hoshi dans Le Mont Hakone (1962).

- 1960 : Courant du soir (夜の流れ, Yoru no nagare?) de Mikio Naruse et Yūzō Kawashima : Akemi
- 1961 : La Dernière Guerre de l'Apocalypse (世界大戦争, Sekai daisensō?) de Shūe Matsubayashi
- 1961 : Comme épouse et comme femme (妻として女として, Tsuma to shite onna to shite?) de Mikio Naruse : Hiroko Kuno
- 1962 : La Place de la femme (女の座, Onna no za?) de Mikio Naruse : Yukiko Ishikawa
- 1962 : Le Mont Hakone (箱根山, Hakone-yama?) de Yūzō Kawashima
- 1963 : Du rififi chez les samouraïs (戦国野郎, Sengoku yarō?) de Kihachi Okamoto
- 1963 : Legs des 500 000 (五十万人の遺産, Gojūman-nin no isan?) de Toshirō Mifune : Masako
- 1963 : L'Histoire de la femme (女の歴史, Onna no rekishi?) de Mikio Naruse : Midori Tominaga
- 1964 : Mothra contre Godzilla (モスラ対ゴジラ, Mosura tai Gojira?) d'Ishirō Honda : Junko 'Yoka' Nakanishi
- 1964 : Ghidrah, le monstre à trois têtes (三大怪獣 地球最大の決戦, Sandaikaijū: Chikyū saidai no kessen?) d'Ishirō Honda : Naoko Shindo
- 1968 : Kill, la Forteresse des samouraïs (斬る, Kiru?) de Kihachi Okamoto : Chino Kajii
- 1969 : Assassins d'honneur (新選組, Shinsengumi?) de Tadashi Sawashima : Otaka
- 1970 : Fuji sanchō (富士山頂?) de Tetsutarō Murano
- 1993 : Niji no hashi (虹の橋?) de Zenzō Matsuyama
- 1996 : Waga kokoro no ginga tetsudō: Miyazawa Kenji monogatari (わが心の銀河鉄道 宮沢賢治物語?) de Kazuki Ōmori : Ichi Miyazawa
- 2000 : Godzilla X Megaguirus (ゴジラ×メガギラス G消滅作戦, Gojira tai Megagirasu: Jii shōmetsu sakusen?) de Masaaki Tezuka : Yoshino Yoshizawa